# Čegrane

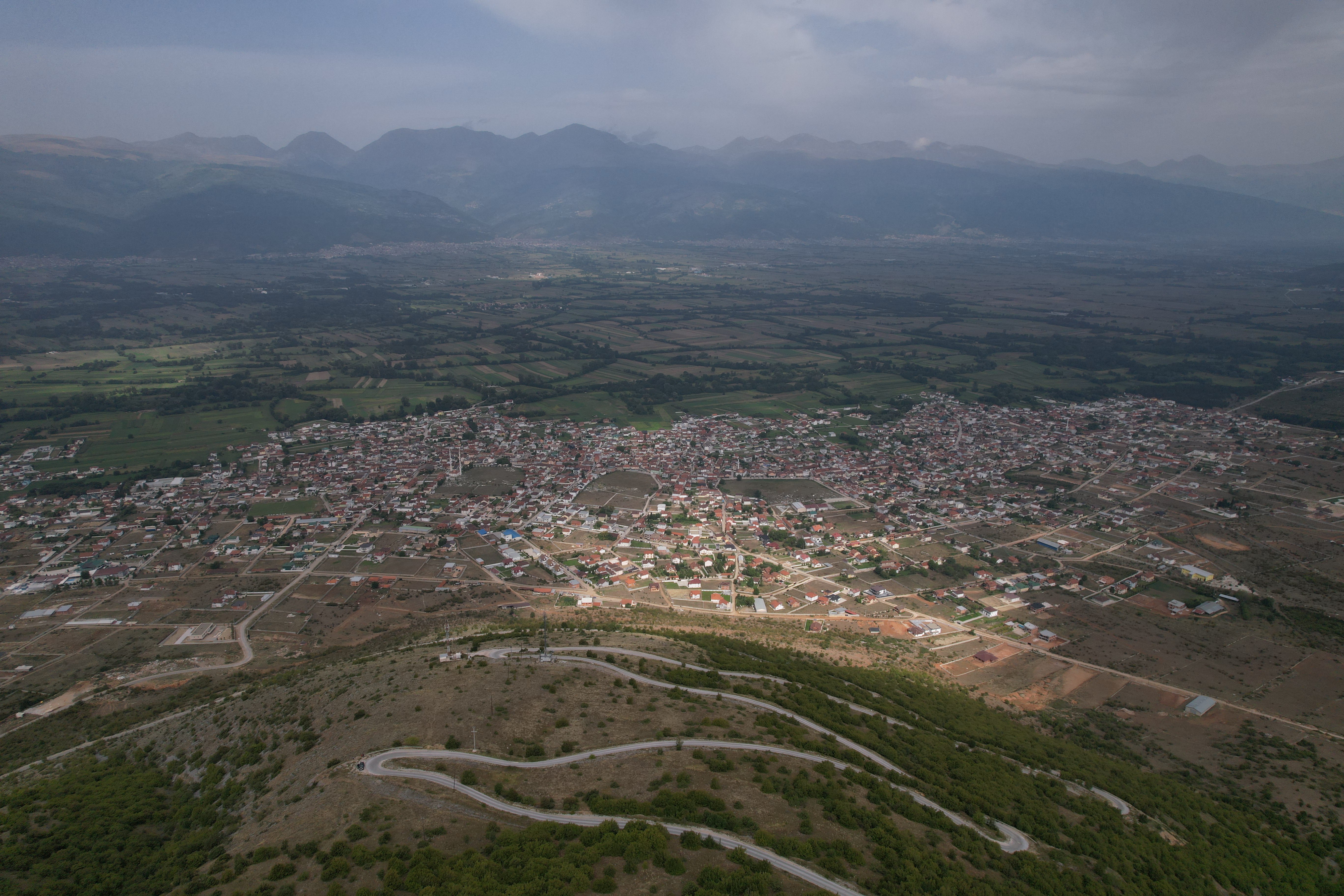
Blick auf das Dorf (2022)

Čegrane (mazedonisch Чегране; albanisch Çegrani oder Çegran) ist ein Dorf im Westen Nordmazedoniens. Es liegt in der Nähe von Gostivar in der Polog-Ebene.
Durch das Dorf fließt mit dem Vardar der längste Fluss des Landes.
Die Dorfbevölkerung besteht vornehmlich aus muslimischen Albanern.
1999 wurden während des Kosovokriegs etwa 50.000 Flüchtlinge aus dem Kosovo untergebracht.
Bis 2004 war das Dorf Sitz der gleichnamigen Gemeinde, die in Folge des neuen Territorialverwaltungsgesetzes vom 11. August 2004 mit der Opština Gostivar vereint wurde.